# Lalka teatralna

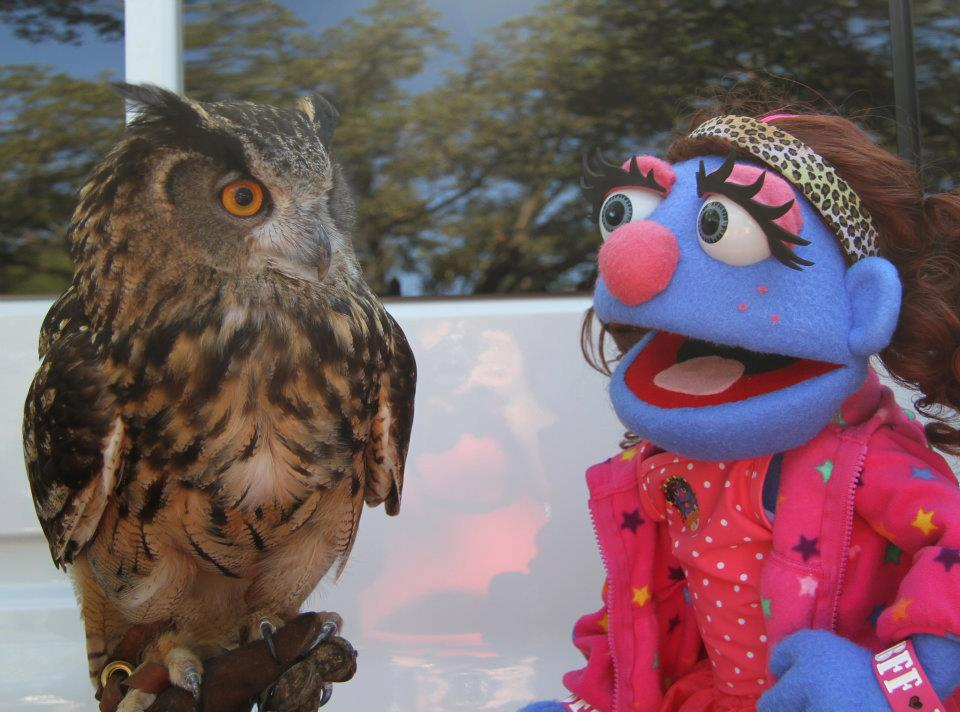
Bleeckie Streetie – lalka pojawiająca się w amerykańskiej serii filmów na YouTube

Lalka teatralna – lalka przystosowana do występów w teatrze lalek i innych rodzajach widowisk, poruszana przez aktora-lalkarza, najwcześniej znana była w Chinach.
W Polsce popularne były lalkowe szopki bożonarodzeniowe, istniał też kukiełkowy teatr jarmarczny. Po II wojnie światowej nastąpił rozwój teatru lalkowego w Polsce, kultywuje się tradycję szopki politycznej.

## Typy lalek
Wyróżnia się wiele typów lalek:
- pacynki nakładane na dłoń aktora i poruszane palcami,
- marionetki poruszane od góry nitkami i drucikami,
- jawajki osadzone na kiju zwanym gabitem (lub też gapitem), poruszane od dołu ręką animatora oraz za pomocą drutów zwanych czempuritami[1],
- kukły osadzone na kiju i poruszane od dołu o luźno przymocowanych kończynach górnych i dolnych[2],
- lalki teatru cieni poruszane za pomocą kijów i widzialne na oświetlonym ekranie,
- tintamareski, czyli technika łącząca twarz aktora z uwiązaną do szyi lalką[2]
- lalki hieratyczne dowolnie pozowane przez człowieka rzeźby o ruchomych stawach – do momentu, kiedy nie zmienimy kompozycji ich ciała, same utrzymują pozę[2],
- lalki żyworękie – animator zastępuje rękę lalki i podejmuje w ten sposób czynności manualne, jeśli wymagany jest udział obu rąk, głowa lalki montowana jest na głowie lalkarza[2],
- innym typem lalek teatralnych o odmiennym sposobie animacji jest bunraku – trzech lub czterech mężczyzn ubranych na czarno odgrywających wspólnie marionetki, które dzięki temu mogą osiągać do trzech metrów wysokości.